# Жемайчю-Калварийское староство
Жемайчю-Калварийское староство (лит. Žemaičių Kalvarijos seniūnija) — одно из 11 староств Плунгеского района, Тельшяйского уезда Литвы. Административный центр — местечко Жемайчю-Калвария.

## География
Расположено на западе Литвы, в северной части Плунгеского района, на Жемайтской водораздельной гряде Жемайтской возвышенности.
Граничит с Паукштакяйским и Альседжяйским староствами на юге, Плателяйским — на западе и юго-западе, Барстичяйским староством Скуодасского района — на северо-западе, Седским староством Мажейкяйского района — на севере и востоке, и Гадунавским староством Тельшяйского района — на востоке.

## Население
Жемайчю-Калварийское староство включает в себя местечко  Жемайчю-Калвария и 25 деревень.